# Fred Eltringham
Fred Eltringham est un batteur américain né le 10 mai 1971 à West Chester, en Pennsylvanie. 
Il a d'abord commencé comme remplaçant sur une tournée, puis devient membre officiel du groupe de rock The Wallflowers depuis 2003, succédant à Mario Calire avec l'album Rebel Sweetheart sorti en 2005, et assurant également les chœurs.
Ce joueur très polyvalent a travaillé avec Ben Kweller and the Low Stars. Il a également tourné avec  Juliana Hatfield, Jude, Tears for Fears, et plus récemment les Dixie Chicks. Ses premières œuvres enregistrées avec les Wallflowers incluent des collaborations sur Trampoline Records Greatest Hits Vol. 2 et le CD en hommage à Warren Zevon Enjoy Every Sandwich.